# Facho da Azoia
Facho da Azóia é um localidade portuguesa do concelho de Sesimbra.